# 赤坂優
赤坂 優（あかさか ゆう、1983年9月30日 - ）は日本の実業家、エンジェル投資家。株式会社エウレカ創業者・元代表取締役社長。日本のスタートアップを中心に約90社に出資する投資家でもある。

## 経歴
- 1983年 - 東京都に生まれる。
- 2002年 - 法政大学第二高等学校卒業。
- 2006年 - 法政大学経営学部経営学科卒業。
- 2006年 - 株式会社イマージュ・ネット入社。
- 2008年 - 株式会社エウレカを設立[2]。
- 2015年 - 株式会社エウレカの全株式を米国IACグループ傘下のThe Match Groupに売却[3][2]
- 2016年 - 株式会社エウレカCEO退任[2]
- 2017年 - 株式会社エウレカ取締役顧問退任[3]
- 2018年 - franky株式会社を設立[4]。